# 夕
Ne doit pas être confondu avec katakana.
夕 (Soir) est un kanji composé de 3 traits. Il fait partie des Kyōiku kanji/1re année.
Il se lit セキ (seki) en lecture on et ゆう (yū) en lecture kun.